# Джапаридзе, Отар Григорьевич
Отар Григорьевич Джапаридзе (груз. ოთარ გრიგოლის ძე ჯაფარიძე, Грузинская демократическая республика, 29 октября 1920 — 27 ноября 2020) — грузинский советский художник. Заслуженный художник Грузинской ССР.

## Биография
Родился 29 октября 1920 года в Очамчире, где его отец, Григол Джапаридзе, работал директором гимназии. В школу пошёл в 1927 году в Сухуми, а после переезда семьи в Тбилиси продолжил обучение в Тбилисской первой экспериментальной школе (ныне Тбилисская классическая гимназия), которую окончил в 1939 году.
В 1939—1946 годах учился на факультете живописи Тбилисской государственной академии художеств. В 1947 году поступил в аспирантуру отделения живописи. Во время учёбы в аспирантуре, в 1947 году, начал работать преподавателем специальных предметов в Тбилисском художественном училище (позже Художественное училище имени Якоба Николадзе), продолжив, таким образом, семейные традиции (и дед, и отец Отара были учителями). Проработал педагогом 60 лет и за это время помог нескольким сотням молодых людей твердо встать на нелегкий путь профессиональных занятий живописью.
С 1960 года был профессором кафедры живописи Тбилисской академии художеств, в 1968—1983 годы — проректор. С 1988 года возглавлял Дом-музей Учи Джапаридзе.
Произведения в основном хранятся в фондах Государственной картинной галереи Грузии («Дом художника»), краеведческих музеев Они и Боржоми. Одна из картин находится в Московском государственном музее искусств народов Востока. Некоторые работы хранятся в частных коллекциях как в Грузии, так и за рубежом. В последние годы интересы Отара Джапаридзе как художника привлекло художественное отражение грузинских архитектурных памятников. На эту тему им было создано около двухсот небольших графических работ.